# Domprel
Domprel é uma comuna francesa na região administrativa de Borgonha-Franco-Condado, no departamento de Doubs. Estende-se por uma área de 9,4 km². Em 2010 a comuna tinha 188 habitantes (densidade: 20 hab./km²).